# Port Authority of New York and New Jersey
La Port Authority of New York and New Jersey (Autorité portuaire de New York et du New Jersey), abrégé PANYNJ, est une organisation gouvernementale gérée par l'État de New York et le New Jersey. Elle dirige la plupart des infrastructures liées au transport, parmi lesquelles les ponts, tunnels, aéroports et ports dans le New York New Jersey-Port District. Ce district, qui correspond à un disque de 40 km de rayon centré sur la statue de la Liberté, pour une aire totale de 3 900 km2 englobe la totalité de la ville de New York.
Cette organisation a été créée le 30 avril 1921 sous le nom de Port of New York Authority par un accord inter-états (interstate compact) entre New York et le New Jersey. C'est en 1972 qu'est née la Port Authority of New York and New Jersey.

## Infrastructures

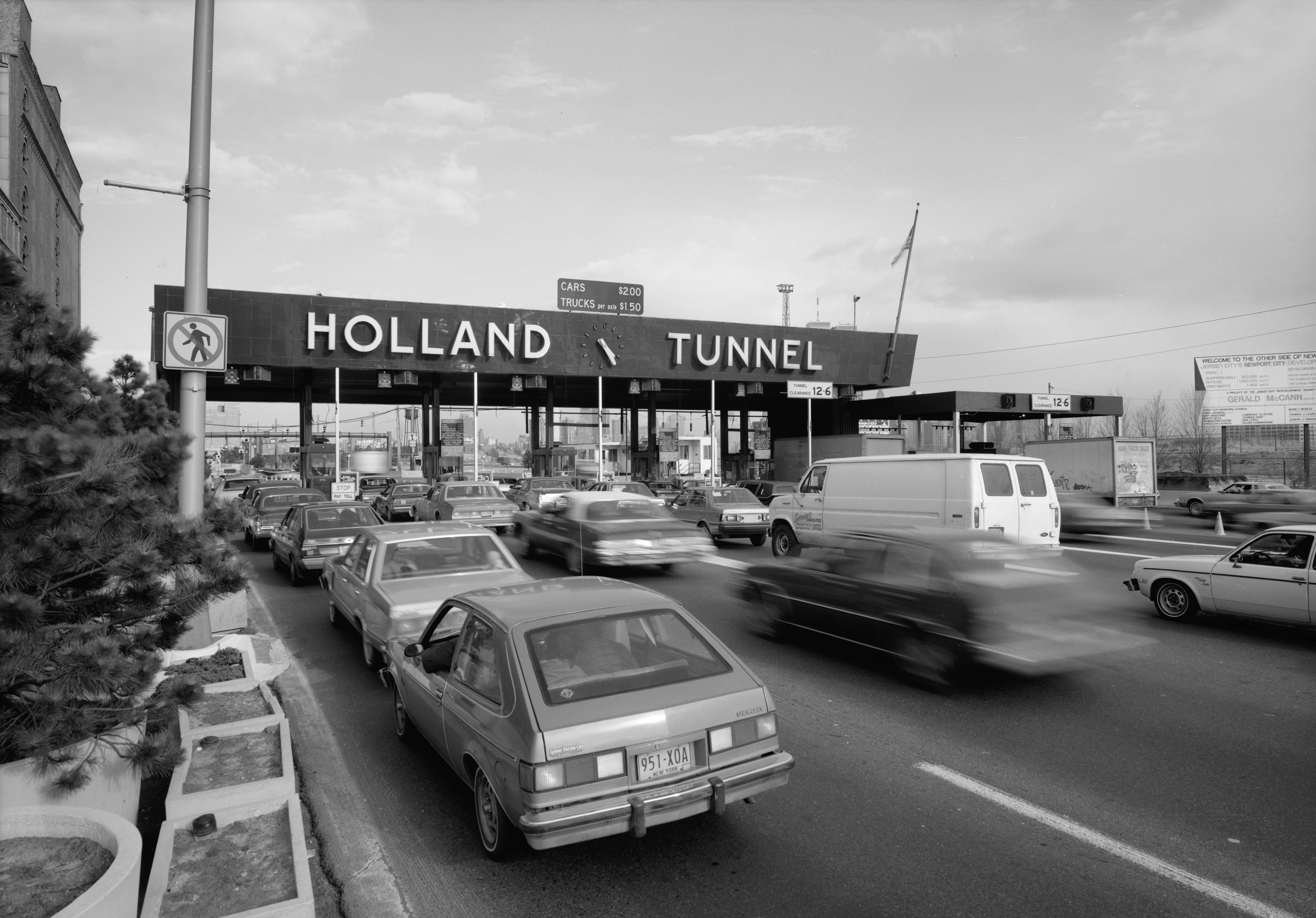
Péage du tunnel Holland en 1985

### Aéroports
La Port Authority est responsable des trois aéroports internationaux de New York : l'aéroport John-F.-Kennedy (JFK) et LaGuardia (tous deux situés dans le Queens et appartenant à la ville de New York), ainsi que l'aéroport international Liberty de Newark (situé à Newark et Elizabeth dans le New Jersey). La Port Authority gère aussi des aéroports et héliports moins importants comme l'aéroport de Teterboro (situé à Teterboro), l'aéroport de Newburgh-Stewart et le Downtown Manhattan Heliport.

### Bus, train et métro
La Port Authority gère le Port Authority Bus Terminal, situé au niveau de la 42e rue, et le George Washington Bridge Bus Terminal. Concernant le chemin de fer, la Port Authority gère le Port Authority Trans-Hudson (ou PATH), métro qui relie Manhattan au New Jersey, le AirTrain Newark qui relie l'aéroport international Liberty de Newark au Newark Liberty International Airport Station, et le AirTrain JFK qui relie l'aéroport international John-F.-Kennedy aux métros et trains de banlieue de la ville de New York.

### Ports
La Port Authority gère le Brooklyn Port Authority Marine Terminal situé à Red Hook, Brooklyn, le Auto Marine Terminal de Bayonne et Jersey City, le Howland Hook Marine Terminal de Staten Island, et le  Newark-Elizabeth Marine Terminal situé à Elizabeth.

### Ponts et tunnels
La Port Authority gère plusieurs ponts et tunnels qui relient les deux États du New Jersey et de New York : le Holland Tunnel et le Lincoln Tunnel qui relient Manhattan au New Jersey, mais aussi le pont George-Washington qui connecte Manhattan au nord du New Jersey. La Port Authority gère également la Goethals Bridge et le Outerbridge Crossing qui relient respectivement Elizabeth et Perth Amboy à Staten Island, ainsi que le pont de Bayonne (le plus grand pont arqué en acier au monde) qui relie la ville de Bayonne (NJ) à l'arrondissement new-yorkais de Staten Island.

## Police
La Port Authority possède son propre service de police qui assure la sécurité sur les aéroports, les terminaux portuaires, les tunnels et les ponts dépendant du Port Authority. C'est un des plus importants services de police aux États-Unis qui possède même son service d'enquête criminelle.